# Thomas H. Cormen
Thomas H. Cormen (* 1956 in New York City) ist ein US-amerikanischer Informatiker.
Cormen studierte Informatik an der Princeton University mit dem Bachelor-Abschluss 1978 summa cum laude. Danach war er Systemingenieur und Softwareingenieur bei der Amdahl Corp., der Caere Corp. und der Avera Corp. in Scotts Valley, Kalifornien. Ab 1984 setzte er sein Studium am Massachusetts Institute of Technology (MIT) fort mit dem Master-Abschluss 1986 und der Promotion 1993 bei Charles Leiserson (Virtual Memory for Data-Parallel Computing).  Er war dort Ko-Autor der ersten Auflage seines Lehrbuchs über Algorithmen (erschienen 1990) und im Sommer 1990 arbeitete er bei der Thinking Machines Corp. 1992 wurde er Assistant Professor, 1998 Associate Professor und 2004 Professor am Dartmouth College.
Er ist bekannt als Ko-Autor eines Standardwerks über Algorithmen mit Ron Rivest, Charles Leiserson, Clifford Stein.

## Schriften
- Thomas H. Cormen, Charles E. Leiserson, Ronald Rivest, Clifford Stein: Algorithmen – Eine Einführung, Oldenbourg 2010, ISBN 978-3-486-59002-9
  - Originalausgabe: Introduction to Algorithms, 3. Auflage, MIT Press 2009
- Algorithmic Complexity, CRC Press 2002
- Algorithms unlocked, MIT Press 2013